# هفت‌سوسمار
هفت‌سوسمار (نام علمی: Heptasuchus) نام یک سرده از رده خزندگان است.